# Boundaries
Boundaries (no Brasil, Limites) um filme estadunidense de drama no estilo road movie, escrito e dirigido por Shana Feste, e estrelado por Vera Farmiga, Christopher Plummer, Lewis MacDougall, Bobby Cannavale e Kristen Schaal.

## Sinopse
A mãe solteira Laura (Vera Farmiga), ao lado de seu filho Henry (Lewis MacDougall), de 8 anos, é forçada a levar seu problemático pai Jack (Christopher Plummer) do Texas à Califórnia depois dele ser expulso de uma casa de repouso.

## Produção
Em Abril de 2016 foi anunciado que Vera Farmiga e Christopher Plummer iriam interpretar os papeis principais no drama Boundaries, com roteiro e direção de Shana Feste. Brian Kavanaugh-Jones e Bailey Conway foram anunciados como produtores, sob a bandeira da Automatik Entertainment, com Chris Ferguson e Kenneth Burke produzindo para sua produtora Oddfellows Entertainment.Lewis MacDougall, Bobby Cannavale, Kristen Schaal, Peter Fonda, Christopher Lloyd e Dolly Wells se juntaram ao elenco posteriormente.
As filmagens tiveram início em 2 de Maio na cidade de Vancouver, Canadá, se encerrando em 3 de Junho.Em Maio havia sido divulgado que a Stage 6 Films havia adquirido os direitos de distribuição.

## Elenco
- Vera Farmiga............... Laura
- Christopher Plummer... Jack
- Lewis MacDougall........ Henry
- Bobby Cannavale........ Leonard
- Kristen Schaal
- Peter Fonda
- Christopher Lloyd
- Dolly Wells
- Chelah Horsdal......... Therapist
- Emily Holmes
- Rohan Campbell....... Mikey
- Elizabeth Bowen....... Griselda